# Eric
Eric (полное название: Eric Python IDE) — свободно распространяемая интегрированная среда разработки для языков программирования Python и Ruby. Некоторое время Eric4 работал только с Python 2, а Eric5 с Python 3, но начиная с Eric6 поддерживаются обе версии Python одновременно.
По замыслу, среда служит фронт-эндом для нескольких программ, например редактора QScintilla, интерпретатора языка Python, Rope для рефакторинга, Python Profiler для профилирования. Любую функциональность, которая не требуется, можно не устанавливать. Расширяется через механизм плагинов. Репозиторий плагинов доступен прямо из среды разработки.

## Основные возможности
- Менеджер проектов;
- редактор с подсветкой синтаксиса;
- отладчик, профайлер;
- запуск питоновского кода с поддержкой параметров командной строки;
- юнит-тестирование;
- консоль для вывода и менеджер задач (самообновляемый TODO-лист);
- встроенная поддержка систем управления версиями Mercurial и Subversion, а также Git с помощью дополнительного плагина.

## Отладчик
В Eric включён графический отладчик, который поддерживает интерактивное исследование во время приостановки и автоостановке на критических исключениях.